# リサ地すべり
リサ地すべり（リサじすべり、ノルウェー語: Rissaraset, 英: the Rissa landslide）は、ノルウェーのソール・トロンデラーグ県（現在のトロンデラーグ県）のリサで1978年4月29日に発生した地すべりである。

## 概要
リサの地盤は、クイック・クレイと呼ばれる軟弱な粘土からなっている。リサ地すべりは、20世紀にノルウェーで発生したクイック・クレイ地すべりの中では最大のものとされる。地すべり面積は、およそ33万平方メートルであり、崩壊した土砂の量は500万 - 600万立方メートルとされている。230 - 240人が避難した。
地すべりは、ボトネン湖 (en:Botn (Trøndelag)) の南西端付近で発生した。地すべりによる土砂は、ボトネン湖の岸にすべり落ちた。地元のアマチュア写真家が偶然持っていた8ミリビデオカメラでこの地すべりの様子を撮影しており、これは世界で最初のクイック・クレイ地すべりのビデオ撮影となった。
農場の建物を増築するための土地の掘削工事で発生した残土が、地すべり発生直前にボトネン湖の湖畔に盛土されており、これによって地盤にかかった負荷が原因で地すべりが発生したものと考えられている。盛土の規模は、わずか数立方メートル程度のものであった。

### 経過
4月29日の午後2時10分（現地時間）、最初の地すべりが発生する。4分後、新たな地すべりが発生する。30分後、別の大規模な地すべりが発生する。午後2時55分に最後の地すべりが発生する。

## 被害
5戸の家屋と7つの農場が被害を受けた。当時32歳であった女性1人が死亡したとされる（ただし、2人以上が死亡した可能性もあるとする文献もある）。農場で飼育されていた家畜を含め、数百の動物が死亡した。ボトネン湖の地すべり発生箇所とは反対側にある村、Leira は、地すべりに伴って発生した高さおよそ3メートルの津波による被害を受けている。